# Przychocki II
Przychocki Baron – polski herb baronowski, odmiana herbu Trzaska, nadany wraz z tytułem w Galicji.

## Opis herbu
Opis stworzony zgodnie z klasycznymi zasadami blazonowania:
Herb według dyplomu z 1794: Tarcza dzielona w krzyż z polem sercowym. W polach I i IV złotych głowa orla czarna skierowana do środka; w polach II i III błękitnych podwójna rzeka srebrna w skos; w polu sercowym, błękitnym, półksiężyc złoty między dwoma mieczami srebrnymi otłuczonymi ostrzami ku sobie. Nad tarczą korona baronowska opleciona sznurem pereł, nad którą trzy hełmy w koronie, z których klejnoty: klejnot I godło z pola sercowego na trzech piórach strusich, między błękitnymi złote; klejnot II głowa orla jak w godle; klejnot III dwa skrzydła orle złożone, błękitne na srebrnym. Labry I błękitne podbite srebrem; II czarne podbite złotem; III czerwone podbite srebrem.
Według Juliusza Karola Ostrowskiego herb baronów Przychockich nie miał żadnych odmian, co czyniłoby go zwykłym herbem Trzaska z oznakami godności barona.

## Najwcześniejsze wzmianki
Nadany z tytułem baronowskim (freiherr von) 7 stycznia 1794 Ingnacemu i Kazimierzowi Przychockim. Podstawą nadania tytułu było piastowanie przez Ignacego funkcji administratora dóbr wielickich i dzierżawa dóbr koronnych Sieraków i Dziekanowice.

## Herbowni
Jedna rodzina herbownych:
freiherr von Przychocki.